# Cuadriplejia espástica
La cuadriplejia espástica, también conocida como parálisis de tipo espástico, hemiplejía espástica o diplejía espástica. Se presenta por lo regular en recién nacidos de término con bajo peso para su edad gestacional; es la más grave y representa entre un 10 y un 40 % de las parálisis cerebrales.
En la mayoría de los casos son problemas prenatales, aunque también se presenta por causas perinatales y postnatales. Las infecciones y las disgenesias cerebrales (degeneración cerebral) son las más comunes. Es frecuente que se asocien a cavidades intracerebrales que se comunican con los ventrículos (por quiste encefálico) en forma bilateral, con lesiones quísticas múltiples de la sustancia blanca, atrofia cortical difusa e hidrocefalia. 
Los trastornos de la migración neuronal también se toman con frecuencia. Algunos pacientes presentan disformismo facial. Dentro de las infecciones prenatales, la más frecuente es por citomegalovirus y rubéola. Hay una espasticidad generalizada, muchos casos tienden al opistótonos, pobre modalidad de las extremidades con reflejos aumentados. Es alto el índice de crisis epilépticas hasta en un 90%, lográndose solo el control en un 46%. Habitualmente son niños con un marcado retraso psicomotor con microcefalia, alteraciones visuales y auditivas.

## Clínica
Clínicamente presentan movimientos similares a la coreoatetosica, sordera y parálisis de la mirada hacia arriba así como displasia del esmalte dental. El manejo de la isoinmunizacion materno fetal, así como la aparición de la fototerapia y la exanguinotransfusión redujeron su frecuencia, pero hay otros factores como la premadurez, el bajo peso al nacer, la acidosis metabólica y las infecciones que son causas actuales de la encefalopatía por bilirrubina. Es decir, es la disminución de la fuerza motora o parálisis parcial que afecta a los cuatro miembros. Cuando se afecta el rostro y la cabeza la debilidad motora puede ser fácilmente evidente o no
La parálisis cerebral es la primera causa de invalidez en la infancia. El niño que padece de este trastorno presenta afectaciones motrices que le impiden un desarrollo normal. La psicomotricidad se encuentra afectada en gran medida, estando la relación entre razonamiento y movimiento dañado, y por ende el desarrollo de habilidades que se desprenden de esa relación.
El problema se contempló como neurofisiológico y se insistió en que la causa de la incapacidad motora de los pacientes obedecía principalmente a la liberación de modalidades reflejas anormales de la postura y los movimientos, al perderse la inhibición normal que ejercen los centros superiores del sistema nervioso central. Múltiples factores la producen, el mayor porcentaje ocurre en el momento del nacimiento en que por distintos motivos puede ocurrir una hipoxia del cerebro, lesionando zonas del mismo.
Esta lesión provoca diferentes incapacidades tales como trastornos de la postura y el movimiento que pueden estar acompañadas o no de convulsiones, retraso mental, problemas visuales, auditivos y del lenguaje.

## Rehabilitación
La mayoría de los casos tienen posibilidades de rehabilitación teniendo en cuenta la magnitud del daño cerebral, la edad del niño, el grado de retraso mental, ataques epilépticos y otros problemas que puedan estar asociados. El aspecto motor puede ser modificado de manera favorable si el tratamiento comienza en edades tempranas evitando retrasar aún más la adquisición y el aprendizaje de determinadas conductas motrices.